# Beelzebubs
The Beelzebubs — также известный как «The Bubs», мужской а капелла хор из университета Тафтс (Tufts University), исполняющий поп, рок, R’n'B и музыку в других стилях. Девизом хора является «Веселье через песню». Участники хора гастролировали по Европе, Азии, Северной Америке и Южной Америке. Также они участвовали в первом сезоне телевизионного соревнования а капелла хоров The Sing-Off канала NBC и заняли второе место.
Наибольшую известность группа получила предоставив аранжировки и бэк-вокал для вымышленного хора академии Далтон «Соловьи» из американского телесериала Хор, но участники хора Beelzebubs не появлялись на экране. Песни хора «Соловьи», исполненные Bubs и звёздами сериала Дарреном Криссом и Крисом Колфером, были распроданы более 1,3 миллионом копий к марту 2011 года. Благодаря такой популярности 19 апреля 2011 года был выпущен отдельный альбом «Glee: The Music Presents the Warblers».

## История
Хор Beelzebubs был основан осенью 1962 года в университете Тафтса и первым названием было «Jumbo’s Disciples». Оно продержалось недолго и было изменено на The Beelzebubs, взятое из поэмы Джона Мильтона «Потерянный рай». К концу 1963-64 учебного года Bubs записали их первый альбом, выступили с Boston Pops и побывали на гастролях в Нью-Йорке. В конце шестидесятых и начале семидесятых годов популярность хора начала расти. Благодаря тому, что в семидесятых годах группе выпускников университета удалось сохранить хор, он является самой старейшей студенческой организацией в университете. В 70-х годах Bubs стали добавлять к обычному своему репертуару разные стили: barbershop, doo-wop, gospel и jazz.
80-е годы стали благополучными для Beelzebubs. С каждым годом гастрольный график возрастал, а места, в которых они давали концерты всё больше отдалялись от Tufts. К концу 80-х самыми дальними пунктами стали Флорида, Калифорния, Колорадо и Англия. Кроме того, на территории университета интерес к хору ещё больше возрос и это привело к тому, что прослушивания стали серьёзней, а аранжировки песен сложнее.
В начале 90-х Bubs сделали несколько вещей, которые не только изменили их стиль, но и изменили понятие о колледжной и современной а капелле. В 1991 году, в альбоме Foster St. они почти полностью отказались от обычной для хоров музыки в стиле doo-wop и barbershop, и представили новый стиль группы, цель которой — исполнение современной популярной музыки.
На протяжении 90-х и в новом тысячелетии, Bubs продолжают развивать этот новый стиль, хотя, они также исполняют музыку прошлых лет.
За всю историю своего существования Beelzebubs побывали во всех уголках Соединённых Штатов, включая Аляску и Гавайи. За рубежом страны они выступали в Таиланде, Сингапуре, Бразилии, Аргентине, Парфеноне в Афинах, Канаде, Нидерландах, Турции, Японии в американских посольствах в Англии и Париже и мн. др. странах. В 2010 году хор был приглашён для выступления перед президентом США Бараком Обамой в Белый Дом. Также Bubs предоставилась возможность выступить на шоу Дэвида Леттермана.
На сегодняшний день Beelzebubs выпустили 27 студийных и 3 концертных альбома, получили немало наград за выступления и записи.

## The Sing-Off
Beelzebubs стали одной из восьми а капелла групп, выбранных для участия в первом сезоне проекта канала NBC The Sing-Off. На кастинге они сумели обойти около сотни групп, а на проекте дойти до финала. 21 декабря 2009 года состоялся финал шоу, в котором Beelzebubs заняли второе место, уступив лишь группе NOTA из Пуэрто-Рико. Приз конкурса составил $100 000 и контракт со звукозаписывающей компанией Epic Records/Sony Music. В финале победителя определяли не судьи, а зрители.

## Выступления и результаты
| Эпизод/Тема      | Выбранная песня                   | Оригинальное исполнение | Результат          |
| ---------------- | --------------------------------- | ----------------------- | ------------------ |
| Премьера         | «Magical Mystery Tour»            | The Beatles             | Продолжили участие |
| Большой хит      | «Right Round»                     | Flo Rida                | Продолжили участие |
| Guilty Pleasures | «Come Sail Away»                  | Styx                    | Продолжили участие |
| Попурри          | «Behind Blue Eyes», «Who Are You» | The Who                 | Продолжили участие |
| Выбор судей      | «Sweet Caroline»                  | Neil Diamond            | Второе место       |

Также, на проекте, хором Beelzebubs были исполнены песни «Under Pressure» (в первом эпизоде, вместе со всеми группами), «Mr. Blue Sky» (третий эпизод), «I Still Haven’t Found What I’m Looking For» (четвёртый эпизод), «You Don’t Own Me» (вместе с Николь Шерзингер), «Why Can’t We Be Friends?» (вместе с Беном Фолдсом и группой NOTA), «Baby Please Come Home» (вместе с ведущим программы Ником Лаше и группами NOTA и Voices Of Lee) и «Where is the Love?».

### Третий сезон
5 декабря 2011 года, в рамках третьего сезона, в эфир канала NBC вышел специальный выпуск «A Sing-Off Christmas». Beelzebubs вновь вышли на сцену The Sing-Off и исполнили песню «Santa Claus Is Coming to Town» вместе с участниками второго и третьего сезонов — On The Rocks и Dartmouth Aires.

## Сериал «Хор»
В 2010 году Beelzebubs было предложено принять участие в сериале «Хор», в качестве участников хора академии Далтон «Warblers». Но съёмки сериала совпадали с учебным процессом в университете, а постоянные перелёты участников хора из Массачусетса в Калифорнию были бы очень затратны, потому Bubs предоставили только аранжировки и бэк-вокал. Первый сингл, «Teenage Dream», в первую неделю был распродан в количестве 214 000 копий, попал на восьмую строчку в чарте Billboard Hot 100 и получил золотой сертификат. 19 апреля 2011 года был выпущен альбом Glee: The Music Presents the Warblers. В него вошли 12 песен с вокалом Beelzebubs, две из которых были записаны и входили в альбомы хора задолго до Glee — это «Bills, Bills, Bills» (с альбома «Next», вышедшего в 2001 году) и «When I Get You Alone» (с альбома «Pandemonium» (2007 год)). Все песни были записаны хором в студии в Сомервилле (штат Массачусетс), за исключением «Teenage Dream», которая была записана в Нью-Йорке. В альбоме также есть песня «Blackbird», исполняемая Куртом Хаммелом (Крис Колфер), но без участия Warblers. Альбом дебютировал под номером 2 в американском чарте Billboard 200 и было распродано 86 000 копий в первую неделю. Продажи альбомов Beelzebubs с выходом Presents the Warblers увеличились в среднем в четыре раза за первый месяц.

## Идеальный голос
Фильм «Идеальный голос» основан на книге Микки Рэпкина «Pitch Perfect: The Quest for Collegiate A Cappella Glory.», в которой была описана жизнь университетского а капелла сообщества, на основании историй трёх групп — Divisi (Университет Орегона), Hullabahoos (Университет Вирджинии) и Beelzebubs. Также в работе над фильмом приняли участие два члена а капелла сообщества — Эд Бойер и Дик Шарон, которые когда-то пели в The Beelzebubs.

## Альбомы
| до 1990 | 1990—2000 | 2000—2018 |
| --- | --- | --- |
| - Brothers in Song (1964) - Sing On (1965) - Signin' In (1966) - Something Old, Something New (1968) - The White Album (1972) - The Blue Album (1974) - Ballou Hall (1977) - Pub (1979) - Therapy (1981) - Score (1983) - Clue (1985) - Lost (1987) - Fourteen (1989) | - BWI I (1990) - Foster Street (1991) - BWI II (1992) - Vince (1993) - House (1994) - Gilding (1995) - Drift (1996) - Id (1997) - Jade (1998) - Infinity (1999) | - Next (2001) - Punch (2002) - Code Red (2003) - Shedding (2005) - Pandæmonium (2007) - Play The Game (2009) - Glee: The Music Presents the Warblers (2011) - BATTLE (2011) - Helix (2013) - Four Seconds — EP (2014) - In The Book (2015) - Reboot — EP (2017) - Full Rally (2018) |

## The Bubs Foundation
The Bubs Foundation — некоммерческая организация, основанная в 1991 году выпускниками Beelzebubs, чтобы «помочь молодым людям проявить себя и обучаться с помощью музыки». Деньги фонда направлены на развитие музыкальных образовательных программ в школах с недостаточным финансированием.
В 2008 году фонд пожертвовал более $ 50 000 в виде грантов в 60 школ на развитие музыкальных программ и начинающих а капелла хоров.